# Castelo de Roxburgo

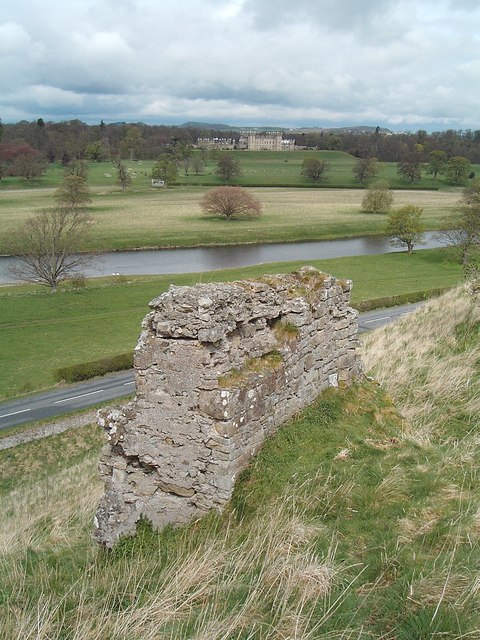
As ruínas do Castelo de Roxburgo, Escócia.

Roxburgo (em inglês:  Roxburgh Castle) foi um castelo do século XII localizado em Roxburgo, Scottish Borders, Escócia.

## História
A primeira nota histórica data de 1125, e desde os primeiros dias foi um centro de importância regional, tendo estado envolvido em eventos importantes da história da Escócia. Durante a sua ocupação o castelo mudou de mãos muitas vezes, refletindo a conturbada história ocorrida nessa região.
Em 1313 foi tomado de forma histórica por Jaime Douglas, que com apenas 60 homens, escalou ao castelo e tomou a guarnição com a sua espada.
Em 1356, contudo, o castelo voltou a ser tomado pelos ingleses, que mantiveram a aldeia e castelo cercados até 1460 quando Jaime II caminhava pela Escócia com um impressionante exército. Os escoceses, receosos que os ingleses o tomassem novamente, destruíram-no no século XVI.
Em meados de 1550, as forças ingleses por breves tempos re-ocuparam-no com o objetivo de construir uma nova fortaleza.
Encontra-se classificado na categoria "B" do "listed building" desde 16 de março de 1971.

## Localização
O castelo estava rodeado a norte pelo Rio Tweed e a sul pelo Rio Teviot.